# Нова Нідерландська компанія
 

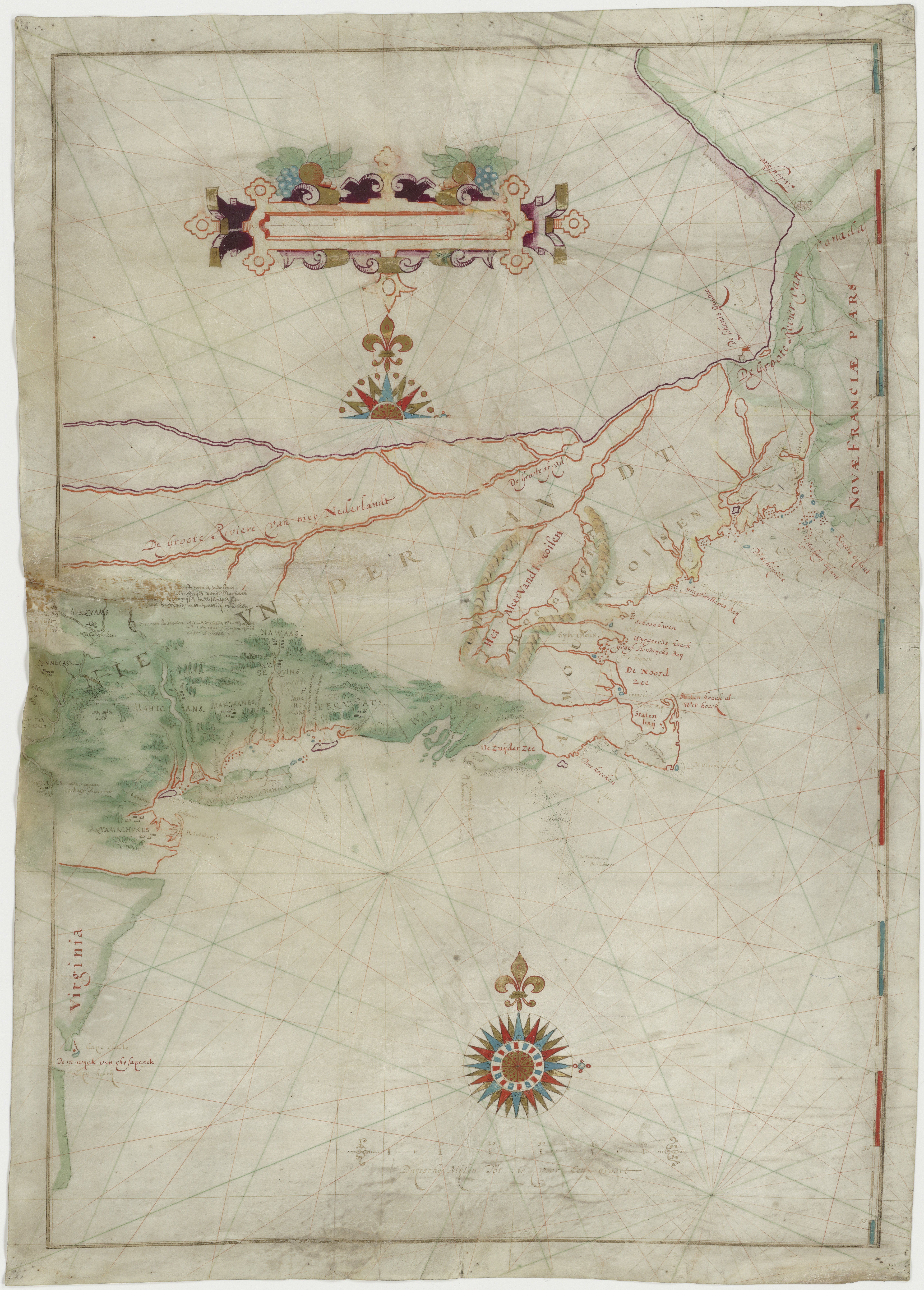
Фігурна карта Блока про його подорож 1614 року, представлена Генеральному штату разом із проханням про хартію"

Нова Нідерландська компанія ( нід. Nieuw-Nederland Compagnie) зафрахтована компанією голландських купців .
Після дослідження Генрі Хадсоном східного узбережжя Північної Америки від імені Голландської Ост-Індської компанії в 1609 році кілька голландських купців відправили кораблі для торгівлі з корінними американцями (переважно хутром ) і для пошуку Північно-Західного проходу. Щоб максимізувати свій прибуток, торговці вирішили створити компанію New Netherland Company. 11 жовтня 1614 року Блок, Крістіенсен і група з дванадцяти інших купців (список нижче) подали петицію до Генеральних штатів про отримання ексклюзивних торговельних привілеїв у цьому регіоні.  Статут надавав монополію на торгівлю між 40-ю і 45-ю паралелями на три роки, починаючи з 1 січня 1615 року. У 1618 році статут Компанії не було оновлено, оскільки переговори про створення Голландської Вест-Індської компанії були досить просунутими. Після 1618 року Нові Нідерланди були відкриті для всіх торговців, але більша частина торгівлі все ще велася засновниками Нової Нідерландської компанії до заснування Голландської Вест-Індської компанії в 1621 році. 

## Засновники
- Йонас Вітсен (Амстердам)
- Саймон Моріссен (Амстердам)
- Ханс Гонгерс (Амстердам)
- Паулюс Пелгром (Амстердам)
- Ламбрехт ван Твінгуйзен (Амстердам)
- Арнольт ван Ліберген (Амстердам)
- Вессель Шенк (Амстердам)
- Ганс Классен (Амстердам)
- Берент Свіртсен (Амстердам)
- Пітер Клементсен Брауер (Хорн)
- Джон Клементсен Кіс (Хорн)
- Корнеліс Волкертсен (Хорн) [2]

## Дивись також
- Форт Нассау
- Європейські чартерні компанії, засновані в 17 столітті (французькою мовою)